# نوژنو
نوژنو (به لاتین: Nożyno) یک روستا در لهستان است که در گمینا چارنا دانبرووکا واقع شده‌است. نوژنو ۳۱۲ نفر جمعیت دارد.